# Into the Forest
Into the Forest è un film del 2015 diretto e sceneggiato da Patricia Rozema. Il film è basato sull'omonimo romanzo di Jean Hegland del 1996. Il film è interpretato da Ellen Page, Evan Rachel Wood, Max Minghella, Callum Keith Rennie, Michael Eklund e Wendy Crewson.

## Trama
In un futuro prossimo, due sorelle adolescenti, Nell ed Eva, vivono in una casa isolata nella foresta con il padre, Robert. Una massiccia interruzione di corrente in tutto il continente sembra aver provocato un collasso tecnologico. Nell va in macchina a prendere una torcia, ma non chiude correttamente il portellone posteriore, che si riapre e lasciando la luce del vano bagagli accesa. La batteria dell'auto si scarica e i protagonisti rimangono bloccati per giorni. Tempo dopo, Robert riesce a far ripartire la macchina collegando il motore di un motosega all'alternatore dell'auto per caricare la batteria e finalmente raggiungono la città più vicina dove acquistano rifornimenti, compreso il combustibile per l'auto da un uomo chiamato Stan.
Più tardi, Eva frequenta un corso di danza mentre sua sorella incontra Eli, un ragazzo per cui ha una cotta. Tornando a casa, vedono due uomini e un'auto in panne a bordo strada e il padre delle ragazze si offre di aiutare i passeggeri ma, dopo aver brandito le pistole, decide di ritornare in macchina e proseguire il viaggio. Robert dice che non torneranno in città fino a quando non verrà ripristinata la corrente, ma Nell si arrabbia perché voleva vedere Eli. Più tardi, mentre Robert sta abbattendo un albero, un bullone della motosega si stacca e lo ferisce accidentalmente a una gamba. Le ragazze sentono le sue urla e cercano disperatamente di aiutarlo, ma Robert sa che sta morendo dissanguato. Nei suoi ultimi momenti, incoraggia le ragazze ad amarsi e prendersi cura l'una dell'altra. Il giorno dopo, lo seppelliscono nella foresta.
Passano due mesi e le ragazze sono a corto di cibo. In una notte di pioggia arriva Eli e dice che le case circostanti sono abbandonate. Eva è infastidita dal fatto che Eli stia usando le loro scorte già limitate e avverte Nell di non rimanere incinta a causa della loro situazione già difficile. Dopo che Nell ed Eli hanno dormito insieme, Eli convince Nell ad andare con lui a Boston, dove alcuni dicono sia ritornata l'elettricità, mentre Eva si rifiuta di andare con loro, scegliendo di rimanere nella casa loro se ne vanno. Dopo aver passato la notte stesi sulla strada, mentre Eli dorme, Nell si volta indietro, non volendo lasciare Eva da sola. Le due sorelle si riuniscono. Nell ricerca piante per cibo e medicine e ha una notte di festa quando capisce di non essere incinta dopo il suo rapporto con Eli.
Un giorno, mentre Nell si trova nella foresta, Eva viene sorpresa da Stan mentre spacca i tronchi fuori casa. Lui la aggredisce e violenta prima di rubare la maggior parte del gas rimanente e il loro fuoristrada. Le ragazze salgono in casa per impedire che altri spazzini e saccheggiatori arrivino. Eva, traumatizzata, resta in casa e giace a letto, rifiutandosi di mangiare. Poche settimane dopo, Nell si ferisce cercando di spostare una roccia, ed Eva si precipita ad aiutarla. Tornata dentro, Eva la aiuta a guarire prima di scoppiare in lacrime e confessa quanto sia spaventata. La mattina dopo, Eva inizia finalmente a mangiare ma inizia a vomitare. Presto si rende conto di essere incinta a causa dello stupro subito. Con sorpresa di Nell, Eva decide di tenere il bambino, dicendo che "non vuole perdere nient'altro".
Otto mesi dopo, la corrente non è stata ancora ripristinata. Nell si prende cura di Eva, che ora è incinta, e impara a cacciare e uccidere gli animali per ottenere il nutrimento di cui Eva ha bisogno. Durante una brutta tempesta di pioggia, diversi travi del tetto si rompono mentre Eva è prossima al travaglio. Le sorelle fuggono verso il rifugio nella foresta, che sarebbe un tronco vuoto di un albero, dove Eva dà alla luce il suo bambino. Tornando alla loro casa in rovina, Eva (che ha vinto il resto del gas con una scommessa sul sesso del bambino), decide di bruciare la casa in modo che chiunque passi pensi che siano morti in un incendio. Prima di incendiare la casa, raccolgono alcuni oggetti preziosi e ricordi e iniziano a camminare nella foresta buia per cercare di raggiungere e accamparsi presso il loro rifugio.

## Produzione
Il 21 ottobre 2013, Ellen Page ed Evan Rachel Wood si sono unite al cast. Le riprese principali e la produzione sono iniziate il 28 luglio 2014. Il 27 agosto 2014, Max Minghella e Callum Keith Rennie si sono uniti al cast.

## Distribuzione
Il film è stato presentato in anteprima nella sezione Presentazione speciale al Toronto International Film Festival 2015 il 12 settembre 2015. Poco dopo, A24 Films e DirecTV Cinema hanno acquisito i diritti di distribuzione negli Stati Uniti del film, è stato presentato in anteprima su DirecTV prima di essere proiettato nelle sale. Nel dicembre 2015, il film è stato annunciato come parte della serie annuale di proiezioni TIFF Top Ten dei dieci migliori film canadesi dell'anno. È uscito nelle sale in 15 sale in Canada il 3 giugno 2016 e negli Stati Uniti il 29 luglio. Il film è stato proiettato per una settimana in 15 sale dove ha incassato quasi 10.000 dollari.

## Accoglienza
"Into the Forest" ha ricevuto recensioni generalmente positive dalla critica. Su Rotten Tomatoes, il film ha una valutazione del 76%, sulla base di 51 recensioni, con una valutazione media di 6,83/10. Il consenso critico del sito recita: "Into the Forest fonda la sua familiare struttura apocalittica con uno sguardo riconoscibile al legame tra due sorelle, portato in vita in modo convincente da [Ellen] Page ed Evan Rachel Wood". Su Metacritic, il film tiene un punteggio di 59 su 100, basato su 18 recensioni, che indica "recensioni miste o medie". Il film ha partecipato a 3 festival internazionali, tra cui l'Imagine Film Festival di Amsterdam, dove ha vinto il premio "Tulipano nero" per il miglior film, mentre Matthew Hannam ha ricevuto il riconoscimento della Directors Guild of Canada per il suo lavoro di montaggio della pellicola.